# Caseosaurus
Caseosaurus („Caseův ještěr“, podle objevitele Ermina Cowlese Caseho) byl rod starobylého, vývojově primitivního teropodního dinosaura z čeledi Herrerasauridae. Žil v období svrchního triasu (stupeň karn až nor, asi před 235 až 228 miliony let) na území současného Texasu (kraj Crosby).

## Popis
Caseosaurus byl malým dravcem o délce kolem 2 metrů a odhadované hmotnosti zhruba do 50 kilogramů. Jeho kyčelní kost měří na délku 141 mm, což odpovídá právě těmto rozměrům. Stejně jako ostatní herrerasauridi měl nejspíš lebku s čelistmi vybavenými ostrými zuby, relativně silné přední i zadní končetiny a dokázal se poměrně rychle pohybovat.

## Historie

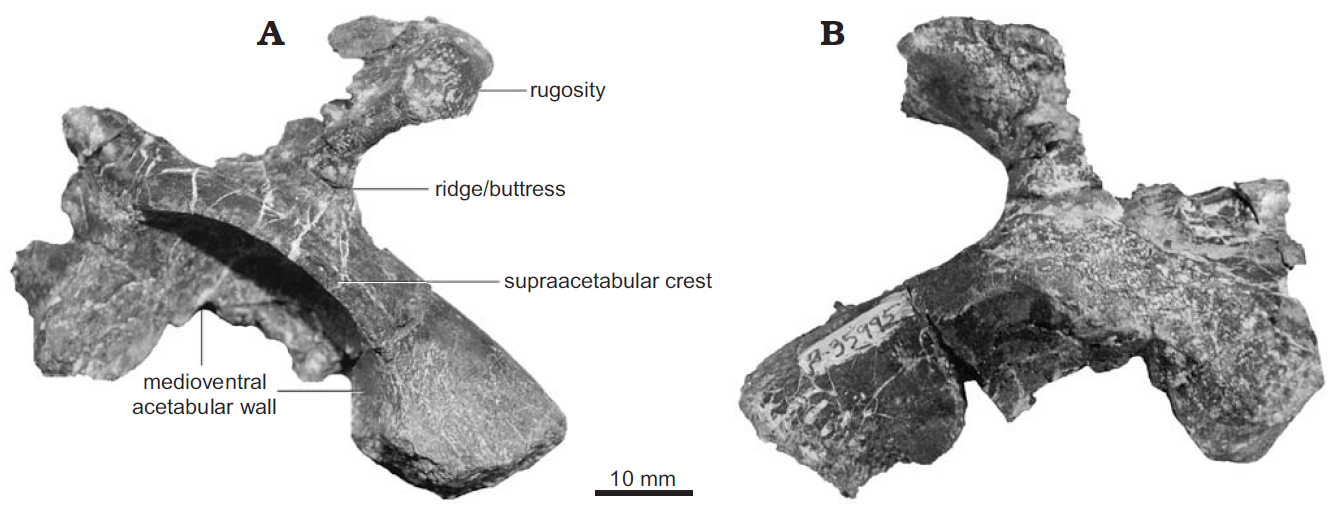
Holotyp rodu Caseosaurus – pravá kyčelní kost.

Fosilie tohoto starobylého teropoda byly objeveny v sedimentech souvrství Tecovas na území amerického Texasu. Holotyp nese označení UMMP 8870 a jedná se o izolovanou kyčelní kost (os ilium). Formálně byl C. crosbyensis popsán roku 1998, dlouho byl ale považován za pochybný druh (nomen dubium). Teprve v roce 2018 byla publikována vědecká studie, která tento taxon opětovně označuje za vědecky platný.